# Primera División de Chile 1982
Primera División de Chile 1982 vvar den chilenska högstaligan i fotboll för herrar för säsongen 1982, som slutade med att Cobreloa vann för andra gången. 

## Kvalificering för internationella turneringar
- Copa Libertadores 1983
  - Vinnaren av Primera División: Cobreloa
  - Vinnaren av Liguilla Pre-Libertadores: Colo-Colo

## Sluttabell
Vinnaren av Copa Chile 1982 fick två extra bonuspoäng, dessutom fick alla semifinalister förutom vinnaren ett bonuspoäng. Dessa bonuspoäng redovisas i tabellen under "BP".
| Plac. | Lag                  | S  | V  | O  | F  | BP | GM | IM | MSK | Poäng |
| ----- | -------------------- | -- | -- | -- | -- | -- | -- | -- | --- | ----- |
| 1     | Cobreloa             | 30 | 19 | 6  | 5  | 1  | 69 | 23 | 46  | 45    |
| 2     | Colo-Colo            | 30 | 14 | 11 | 5  | 2  | 41 | 21 | 20  | 41    |
| 3     | Universidad de Chile | 30 | 15 | 9  | 6  | 1  | 58 | 38 | 20  | 40    |
| 4     | Magallanes           | 30 | 15 | 9  | 6  | 0  | 63 | 38 | 25  | 39    |
| 5     | Naval                | 30 | 14 | 10 | 6  | 0  | 52 | 33 | 19  | 38    |
| 6     | Universidad Católica | 30 | 13 | 11 | 6  | 1  | 50 | 33 | 17  | 38    |
| 7     | O'Higgins            | 30 | 12 | 10 | 8  | 0  | 48 | 39 | 9   | 34    |
| 8     | Deportes Iquique     | 30 | 12 | 6  | 12 | 0  | 39 | 44 | -5  | 30    |
| 9     | Regional Atacama     | 30 | 10 | 8  | 12 | 0  | 36 | 43 | -7  | 28    |
| 10    | San Marcos de Arica  | 30 | 11 | 6  | 13 | 0  | 37 | 47 | -10 | 28    |
| 11    | Audax Italiano       | 30 | 10 | 7  | 13 | 0  | 41 | 44 | -3  | 27    |
| 12    | Unión Española       | 30 | 10 | 5  | 15 | 0  | 39 | 56 | -17 | 25    |
| 13    | Palestino            | 30 | 6  | 12 | 12 | 0  | 30 | 44 | -14 | 24    |
| 14    | Deportes La Serena   | 30 | 5  | 9  | 16 | 0  | 26 | 53 | -27 | 19    |
| 15    | Santiago Morning     | 30 | 4  | 7  | 19 | 0  | 34 | 58 | -24 | 15    |
| 16    | Rangers              | 30 | 5  | 5  | 20 | 0  | 25 | 74 | -49 | 15    |

|  | Mästare och kvalificerade till Copa Libertadores 1983. |
|  | Kvalificerade till Liguilla Pre-Libertadores.          |
|  | Till kvalserie.                                        |
|  | Nedflyttade till Segunda División.                     |

| Primera División Vinnare av Primera División 1982 |
| ------------------------------------------------- |
| Chile                                             |
| Cobreloa 2:a titeln                               |

## Kvalserie
| Plac. | Lag             | S | V | O | F | GM | IM | MSK | Poäng |
| ----- | --------------- | - | - | - | - | -- | -- | --- | ----- |
| 1     | Unión Española  | 3 | 2 | 1 | 0 | 6  | 3  | 3   | 5     |
| 2     | Palestino       | 3 | 2 | 0 | 1 | 7  | 5  | 2   | 4     |
| 3     | Unión La Calera | 3 | 1 | 0 | 2 | 3  | 6  | -3  | 2     |
| 4     | Cobresal        | 3 | 0 | 1 | 2 | 1  | 3  | -2  | 1     |

Unión Española och Palestino fick spela i den högsta divisionen 1983.

## Liguilla Pre-Libertadores
Lagen på plats 2 till 5 spelade en playoff-serie bestående av tre omgångar för att bestämma vilket lag som skulle bli det andra representationslaget i Copa Libertadores.
| Plac. | Lag                  | S | V | O | F | GM | IM | MSK | Poäng |
| ----- | -------------------- | - | - | - | - | -- | -- | --- | ----- |
| 1     | Colo-Colo            | 3 | 2 | 1 | 0 | 5  | 2  | 3   | 5     |
| 2     | Universidad de Chile | 3 | 2 | 0 | 1 | 9  | 5  | 4   | 4     |
| 3     | Magallanes           | 3 | 1 | 1 | 1 | 2  | 4  | -2  | 3     |
| 4     | Naval                | 3 | 0 | 0 | 3 | 1  | 6  | -5  | 0     |